# Jeff Astle
Jeffrey „Jeff“ Astle (* 13. Mai 1942 in Eastwood; † 19. Januar 2002 in Burton-upon-Trent) war ein englischer Fußballspieler. Der Mittelstürmer absolvierte für West Bromwich Albion Ende der 1960er- und zu Beginn der 1970er-Jahre 361 Pflichtspiele und schoss 174 Tore. Der fünffache englische Nationalspieler gilt als eine der schillerndsten Figuren in der Vereinsgeschichte der „Baggies“ und wird dort noch heute als „The King“ (deutsch: „Der König“) verehrt.

## Sportliche Laufbahn
Astle wurde in der Nähe der Stadt Nottingham in Eastwood geboren und wuchs nach eigenen Angaben in derselben Straße auf, in der zuvor auch der Schriftsteller D. H. Lawrence seine Kindheit verbracht hatte. Im Alter von 17 Jahren wurde er bei seinem Heimatklub Notts County Profifußballer. Obwohl er mit nur gut 1,80 Meter Körpergröße und einem Kampfgewicht von etwa 70 Kilogramm ausgestattet war, verkörperte er fortan einen bulligen Mittelstürmer mit einem besonderen Faible für Kopfballtore. Gefördert wurde er dabei maßgeblich vom Trainer der Magpies Tommy Lawton, einem ehemaligen englischen Nationalspieler und Vertreter eines Angreifertyps „alter Schule“.
Bis 1964 schoss Astle für den Verein an der Meadow Lane 61 Pflichtspieltore und wechselte nach dem Abstieg in die Viertklassigkeit für 25.000 Pfund zum Erstligisten West Bromwich Albion. Nur 24 Stunden nach der Vertragsunterzeichnung debütierte er dort am 30. September 1964 bei der 2:4-Auswärtsniederlage gegen Leicester City. Den ersten Titel gewann Astle, der bereits in den ersten beiden Jahren bester Torschütze der Baggies war, 1966 mit dem Ligapokal. Dabei erzielte er im Finalhinspiel bei West Ham United das Tor zum 1:2, das angesichts des 4:2-Rückspielerfolgs zum Sieg gereichte. Seinen Karrierehöhepunkt erlebte er zwei weitere Jahre später, als er mit seiner Mannschaft im FA-Cup-Finale stand, nachdem er in den Runden zuvor gegen jeden Gegner mindestens einen Treffer erzielt hatte. Im Endspiel gegen den FC Everton lieferte er sich ein erbittertes Duell gegen den knochenharten Verteidiger Brian Labone, an dessen Seite er später als englischer Nationalspieler bei der Weltmeisterschaft 1970 in Mexiko auflief. Nach 90 Minuten ohne Tore ging das Pokalendspiel in die Verlängerung und Astle, der als einzige Sturmspitze zumeist über die Außenbahn kam, sorgte dort bereits nach drei Minuten für die Entscheidung, als er einen zuvor abgeblockten Rechtsschuss mit links aus knapp 16 Metern über den gegnerischen Torhüter Gordon West hob. Der Legende nach pinselten am Abend des Pokalerfolgs Unbekannte an die Mauer der im Zentrum des Black Country befindlichen Primrose Bridge die Worte „Astle is the king“, wodurch dieser mit der Adelung in die Vereinsgeschichte einging und dem Bauwerk den Namen Astle-Brücke einbrachte.
Einen dritten Titel verpasste Astle 1970 trotz eines eigenen Finaltors zum 1:2 gegen Manchester City im Ligapokal; mit seinem Treffer wurde er jedoch zum ersten Spieler, dem im Wembley-Stadion Endspieltore in beiden englischen Pokalwettbewerben gelang. Mittlerweile hatte es der Torjäger von WBA auch in die englische Nationalmannschaft geschafft und am 7. Mai 1969 gegen Wales (2:1) seinen Einstand gefeiert. Als Torschützenkönig der First Division mit 25 Ligatoren in der Saison 1969/70 empfahl er sich nachdrücklich für das anstehende WM-Turnier in Mexiko und wurde schließlich von Alf Ramsey in den Kader berufen. Er absolvierte zwei Endrundenpartien in der Vorrunde und agierte dabei zunächst gegen den späteren Weltmeister aus Brasilien als Einwechselspieler nach einer guten Stunde. In einer insgesamt unglücklichen Vorstellung vergab er beim Stand von 0:1 mit einem Fehlschuss eine klare Torchance – Astles Zeit in der englischen Auswahl wurde später häufig mit dieser Szene in Verbindung gebracht. Nach einem weiteren Auftritt in der WM-Gruppenphase gegen die Tschechoslowakei endete Astles Nationalmannschaftskarriere. In seinen fünf Länderspielen blieb er ohne Torerfolg.
Nach 1970 zeigte Astles Formkurve deutlich nach unten. Auch die sich häufenden Verletzungsprobleme sorgten dafür, dass er hinter seinem Nachfolger als Torschützenkönig Tony Brown nur noch zu sporadischen Erfolgserlebnissen kam und seine Torausbeute (21 Meisterschaftstore in vier Jahren) nachließ. Er verließ daraufhin 1974 seinen langjährigen Klub. Nach einem kurzen südafrikanischen Gastspiel beim Hellenic FC stand er beim semiprofessionellen Dunstable Town an der Seite von George Best. Bis zu seinem endgültigen Rücktritt im Jahr 1977 ließ er seine Karriere bei den niederklassigen Vereinen FC Weymouth, Atherstone Town und Hillingdon Borough ausklingen.

## Nach der sportlichen Karriere
Nach seiner aktiven Laufbahn eröffnete Astle in der Nähe von Burton-upon-Trent ein eigenes Reinigungsunternehmen. Der breiten Öffentlichkeit blieb er später durch häufige Auftritte in der Comedy-Sendung Fantasy Football League mit Frank Skinner und David Baddiel bekannt.
Am 19. Januar 2002 brach Astle plötzlich in dem Haus seiner Tochter zusammen und verstarb wenig später im Alter von 59 Jahren. Als Todesursache galten Hirnschäden, die bereits fünf Jahre zuvor aufgefallen waren. Die Rechtsmedizin stellte fest, dass wiederkehrende Hirntraumata verantwortlich für den Tod waren. Da Astle für seine Kopfballstärke berühmt gewesen und die Bälle damals aus Leder deutlich schwerer waren (vor allem bei Nässe), fand dieser kausale Zusammenhang eine breite mediale Resonanz. Schließlich wurde der Fall als „Tod durch Arbeitsunfall“ zu den Akten gelegt, wohingegen Astles Witwe im November 2002 bekannt gab, gerichtliche Schritte einleiten zu wollen. Am Tag nach seinem Tod gedachte WBA seiner mit einer Schweigeminute vor der Partie gegen den FC Walsall. Auch die Macher von Fantasy Football League reagierten mit einer Reihe von Wiederholungssendungen, an denen Jeff Astle beteiligt gewesen war.
Bis heute wird Astle in der Anhängerschaft von WBA verehrt und mit dem Lied „Astle is the king“ (zur Melodie von Camptown Races) im Stadion The Hawthorns besungen – seit Juli 2003 ziert sein Abbild zudem die Eingangstore an der Birmingham Road. Zwei Monate zuvor hatte die Midland Metro eine Straßenbahn nach ihm benannt. Anlässlich einer Wahl zur 125-Jahr-Feier von West Bromwich Albion wurde Astle in die Riege der „16 besten Spieler“ des Klubs aufgenommen.
Die Football Association kündigte nach Astles Tod an, eine zehnjährige Langzeitstudie über die gesundheitlichen Risiken von Kopfbällen durchzuführen, konnte aber nach diesen zehn Jahren keine Ergebnisse vorlegen. Aus Protest machen Anhänger von West Brom in der neunten Minute (die Rückennummer Astles) eines Spiels darauf aufmerksam.

## Erfolge
- Englischer Pokalsieger: 1967/68
- Englischer Ligapokalsieger: 1965/66